# Referendum federali in Svizzera del 2021
In Svizzera nel 2021 si sono tenuti tre referendum popolari il 7 marzo, cinque il 13 giugno, due il 26 settembre e tre il 28 novembre.

## Referendum di marzo

### Primo quesito
Nel primo quesito gli elettori erano chiamati a esprimersi sull'iniziativa popolare "Sì al divieto di dissimulare il proprio viso". L'iniziativa chiedeva di introdurre il divieto di dissimulare il proprio volto in tutti i luoghi accessibili al pubblico (strade, uffici amministrativi, trasporti pubblici, stadi di calcio, ristoranti, negozi, all'aperto). Erano previste eccezioni unicamente per i luoghi di culto, per motivi di salute, sicurezza, condizioni climatiche e per usanze locali come il Carnevale. Il Parlamento aveva respinto l'iniziativa, il Consiglio nazionale con 113 no, 77 sì e 7 astensioni e il Consiglio degli Stati con 36 no, 7 sì e 2 astensioni. Anche il Consiglio federale raccomandava di respingere l'iniziativa considerandola eccessiva e ritenendo che potesse nuocere al turismo e non giovare le donne toccate da questo fenomeno. Il Consiglio aveva proposto inoltre un controprogetto indiretto che prevedeva l'obbligo di mostrare il proprio viso al rappresentante di un'autorità nei soli casi necessari a verificare l'identità di una persona.

### Secondo quesito
Il secondo quesito riguardava la conferma della legge federale del 27 settembre 2019 sui servizi d'identificazione elettronica. La legge stabiliva la procedura con cui i cittadini potessero essere identificati con certezza in Internet. Essi avrebbero quindi potuto richiedere l'identità elettronica (IE) a uno dei fornitori di identità riconosciuti dalla Confederazione. Tali fornitori avrebbero inoltrato la domanda alla Confederazione che avrebbe concesso il via libera una volta verificata l'identità del richiedente. La realizzazione tecnica dell'IE era quindi delegata a questi fornitori di identità esterni (aziende, Cantoni o Comuni).
Il Parlamento aveva approvato la legge, il Consiglio nazionale con 144 sì, 51 no e 2 astensioni e il Consiglio degli Stati con 35 sì, 2 no e 8 astensioni. Contro la legge era stato chiesto un referendum da parte di un comitato sostenuto tra gli altri dai Verdi e dal PS, che contestava il fatto che per ottenere l'identità digitale occorreva passare da operatori privati credendo che ciò avrebbe comportato gravi rischi in materia di protezione di dati.

### Terzo quesito
Il terzo quesito riguardava la conferma del  decreto federale del 20 dicembre 2019 che approva l’Accordo di partenariato economico globale tra gli Stati dell’AELS e l’Indonesia. L'accordo prevedeva l'abolizione dei dazi sulla quasi totalità delle esportazioni svizzere in Indonesia e delle importazioni indonesiane in Svizzera. Sui prodotti agricoli invece i dazi erano solo parzialmente ridotti. Le riduzioni tariffarie erano concesse anche ad un quantitativo limitato di olio di palma indonesiano a condizione che si dimostrasse che la sua produzione rispettasse determinati requisiti ambientali e sociali.
Il Parlamento aveva approvato la legge, il Consiglio nazionale con 119 sì, 56 no e 21 astensioni e il Consiglio degli Stati con 34 sì, 8 no e 2 astensioni. Contro la legge era stato chiesto un referendum da parte di un comitato sostenuto da un'alleanza di gruppi di sinistra, che contestava la riduzione dei dazi sull'olio di palma, la cui produzione a basso costo provoca la distruzione della foresta vergine e che avrebbe potuto fare concorrenza alle produzioni indigene di olio di girasole o di colza. Inoltre i promotori ritenevano gli standard di sostenibilità fissati nell'accordo inutili data la mancanza di controlli e sanzioni efficaci.

### Risultati
| Titolo sintetico                              | Sì        | Sì   | No        | No   | Nulli  | Totale    | Iscritti  | Affluenza | Cantoni a favore | Cantoni a favore | Cantoni contro | Cantoni contro | Risultato |
| Titolo sintetico                              | Voti      | %    | Voti      | %    | Nulli  | Totale    | Iscritti  | Affluenza | Pieni            | Mezzi            | Pieni          | Mezzi          | Risultato |
| --------------------------------------------- | --------- | ---- | --------- | ---- | ------ | --------- | --------- | --------- | ---------------- | ---------------- | -------------- | -------------- | --------- |
| Iniziativa sul divieto di dissimulare il viso | 1.427.344 | 51,2 | 1.360.750 | 48,8 | 38.124 | 2.826.218 | 5.496.858 | 51,42%    | 16               | 4                | 4              | 2              | Approvato |
| Legge sull'identità elettronica               | 984.574   | 35,6 | 1.778.196 | 64,4 | 56.431 | 2.819.201 | 5.496.858 | 51,29%    | -                | -                | -              | -              | Respinto  |
| Accordo con l'Indonesia                       | 1.408.462 | 51,6 | 1.318.688 | 48,4 | 81.930 | 2.809.080 | 5.496.858 | 51,10%    | -                | -                | -              | -              | Approvato |

## Referendum di giugno

### Primo quesito
Il primo quesito riguardava la proposta d'iniziativa popolare "Per acqua potabile pulita e cibo sano". L'iniziativa chiedeva di destinare i pagamenti diretti (sussidi federali) solo alle aziende agricole che non utilizzassero pesticidi, che non facessero un uso regolare e profilattico di antibiotici negli allevamenti e che fossero in grado di nutrire i propri animali esclusivamente con foraggio di produzione propria. L'obiettivo era quello di limitare la produzione eccessiva di letami e liquami dannosi per l'acqua potabile.
Il Parlamento aveva respinto l'iniziativa, il Consiglio nazionale con 107 no, 81 sì e 7 astensioni e il Consiglio degli Stati con 31 no, 9 sì e 4 astensioni. Anche il Consiglio federale raccomandava di respingere l'iniziativa considerandola eccessiva e ritenendo che essa avrebbe provocato un calo della produzione di derrate alimentari in Svizzera e un conseguente aumento delle importazioni dall'estero dove queste regole severe non sono applicate.

### Secondo quesito
Il secondo quesito riguardava la proposta d'iniziativa popolare "Per una Svizzera senza pesticidi sintetici". L'iniziativa chiedeva di vietare l'utilizzo di pesticidi sintetici nell'agricoltura, nella produzione e trasformazione di alimenti, nella cura di aree verdi pubbliche e private e nella protezione di infrastrutture come i binari ferroviari. L'iniziativa vietava inoltre l'importazione dall'estero di prodotti alimentari per la cui produzione fossero stati utilizzati tali pesticidi. Il divieto sarebbe entrato integralmente in vigore entro dieci anni dall'approvazione dell'iniziativa, era quindi previsto un periodo transitorio nel quale il Consiglio federale avrebbe potuto autorizzare eccezioni per far fronte a situazioni di penuria o altre minacce. 
Il Parlamento aveva respinto l'iniziativa, il Consiglio nazionale con 111 no, 78 sì e 7 astensioni e il Consiglio degli Stati con 31 no, 9 sì e 4 astensioni. Anche il Consiglio federale raccomandava di respingere l'iniziativa considerandola eccessiva e ritenendo che essa avrebbe provocato un calo della produttività dell'agricoltura e un conseguente aumento dei prezzi delle derrate alimentari che avrebbe colpito soprattutto le famiglie con reddito modesto.

### Terzo quesito
Il terzo quesito riguardava la conferma della legge federale del 25 settembre 2020 sulle basi legali delle ordinanze del Consiglio federale volte a far fronte all’epidemia di COVID-19 (Legge COVID-19). La legge attribuiva al Consiglio federale competenze supplementari per combattere la pandemia di COVID-19 e per attenuarne l'impatto sulla società e sull'economia, prorogando dei provvedimenti adottati direttamente dal Consiglio per diritto di necessità (iter semplificato previsto dalla Costituzione in caso di crisi e che ha però una validità limitata nel tempo necessitando di una legge ordinaria per essere prorogato). I provvedimenti consistevano soprattutto in aiuti finanziari per persone e imprese ma anche in disposizioni volte ad assicurare l'assistenza sanitaria prevedendo deroghe all'obbligo di omologazione di medicamenti importanti.
Il Parlamento aveva approvato la legge, il Consiglio nazionale con 153 sì, 36 no e 6 astensioni e il Consiglio degli Stati all'unanimità con 44 sì. Contro la legge era stato chiesto un referendum da parte del comitato «Amici della Costituzione», che riteneva che la legge fosse frettolosa e avesse bypassato il popolo e la democrazia diretta a causa dell'iter semplificato del diritto di necessità. Il comitato criticava inoltre alcuni punti della legge come le sovvenzioni a favore dei media e la procedura di omologazione abbreviata per i vaccini anti COVID.

### Quarto quesito
Il quarto quesito riguardava la conferma della legge federale del 25 settembre 2020 sulla riduzione delle emissioni di gas a effetto serra (Legge sul CO₂). La legge prevedeva diverse misure per ridurre le emissioni di CO₂ entro il 2030. La legge aumentava quindi la carbon tax riscossa sull'olio da risaldamento e sul gas naturale e introduceva una nuova tassa sui biglietti aerei per i voli in partenza dalla Svizzera. Parte dei proventi di tali tasse avrebbero costituito un Fondo per il clima che sarebbe servito a promuovere investimenti rispettosi del clima come la costruzione di stazioni di ricarica per elettroveicoli, l'acquisto di autobus elettrici e il risanamento di immobili e a sostenere aziende svizzere innovative che sviluppano tecnologie rispettose del clima. La legge prevedeva inoltre delle esenzioni dalla carbon tax per le aziende che si impegnavano a ridurre le proprie emissioni.
Il Parlamento aveva approvato la legge, il Consiglio nazionale con 129 sì, 59 no e 8 astensioni e il Consiglio degli Stati con 33 sì, 5 no e 6 astensioni. Contro la riforma era stato chiesto un referendum da due comitati con motivi diversi. Il «Comitato economico NO alla legge sul CO2» definiva la legge costosa e inefficace mentre il comitato «Per un’ecologia sociale» riteneva che la legge andasse nella direzione sbagliata non individuando i veri responsabili dell'inquinamento e consolidando strutture climaticide.

### Quinto quesito
Il quinto quesito riguardava la conferma della legge federale del 25 settembre 2020 sulle misure di polizia per la lotta al terrorismo (MPT). La legge consentiva alle autorità di intervenire preventivamente contro persone che possono rappresentare una minaccia terroristica. Le misure applicabili in caso di indizi concreti erano l’obbligo di presentarsi presso un'autorità, il divieto di avere contatti con determinate persone o di lasciare il Paese o nel caso più estremo e solo dopo l'autorizzazione del giudice gli arresti domiciliari. Contro le misure, le persone interessate avrebbero potuto presentare ricorso presso il Tribunale amministrativo federale.
Il Parlamento aveva approvato la legge, il Consiglio nazionale con 112 sì e 84 no e il Consiglio degli Stati con 33 sì e 11 no. Contro la riforma era stato chiesto un referendum da parte di due diversi comitati, che ritenevano la definizione di terrorismo del provvedimento troppo vaga e arbitraria minacciando quindi potenzialmente anche cittadini innocenti, violando diritti fondamentali dell'uomo e compromettendo la separazione dei poteri.

### Risultati
| Titolo sintetico                                         | Sì        | Sì   | No        | No   | Nulli  | Totale    | Iscritti  | Affluenza | Cantoni a favore | Cantoni a favore | Cantoni contro | Cantoni contro | Risultato |
| Titolo sintetico                                         | Voti      | %    | Voti      | %    | Nulli  | Totale    | Iscritti  | Affluenza | Pieni            | Mezzi            | Pieni          | Mezzi          | Risultato |
| -------------------------------------------------------- | --------- | ---- | --------- | ---- | ------ | --------- | --------- | --------- | ---------------- | ---------------- | -------------- | -------------- | --------- |
| Iniziativa acqua potabile pulita                         | 1.276.117 | 39,3 | 1.970.332 | 60,7 | 45.447 | 3.291.896 | 5.507.117 | 59,78%    | 0                | 1                | 20             | 5              | Respinto  |
| Iniziativa divieto dei pesticidi                         | 1.280.026 | 39,4 | 1.965.161 | 60,6 | 46.059 | 3.291.246 | 5.507.117 | 59,76%    | 0                | 1                | 20             | 5              | Respinto  |
| Legge COVID-19                                           | 1.936.344 | 60,2 | 1.280.128 | 39,8 | 68.854 | 3.285.326 | 5.507.117 | 59,66%    | -                | -                | -              | -              | Approvato |
| Legge sul CO₂                                            | 1.568.032 | 48,4 | 1.671.210 | 51,6 | 48.524 | 3.287.766 | 5.507.117 | 59,70%    | -                | -                | -              | -              | Respinto  |
| Legge sulle misure di polizia per la lotta al terrorismo | 1.811.795 | 56,6 | 1.390.383 | 43,4 | 78.175 | 3.280.353 | 5.507.117 | 59,57%    | -                | -                | -              | -              | Approvato |

## Referendum di settembre

### Primo quesito
Il primo quesito riguardava la proposta d'iniziativa popolare "Sgravare i salari, tassare equamente il capitale". L'iniziativa chiedeva un aumento dell'imposizione sui redditi da capitale elevati. Oltre un determinato importo (che avrebbe stabilito il Parlamento), tali redditi avrebbero dovuto essere conteggiati una volta e mezzo nel calcolo dell'imponibile. Il gettito supplementare risultante sarebbe stato impiegato per ridurre l’imposizione delle persone con redditi da lavoro bassi o medi oppure in favore del benessere sociale. L'iniziativa era denominata dai promotori "Iniziativa 99%" poiché essi sostenevano che avrebbe aumentato le imposte solo per l'1% più ricco della popolazione, sgravando il restante 99%.
Il Parlamento aveva respinto l'iniziativa, il Consiglio nazionale con 128 no e 66 sì e il Consiglio degli Stati con 31 no e 13 sì. Anche il Consiglio federale raccomandava di respingere l'iniziativa ritenendo che essa indebolisse la piazza finanziaria svizzera e gli incentivi al risparmio, con effetti dannosi sui posti di lavoro e sulla prosperità.

### Secondo quesito
Il secondo quesito riguardava la conferma della modifica del 18 dicembre 2020 del Codice civile svizzero (Matrimonio per tutti). La legge consentiva anche alle coppie omosessuali di contrarre un matrimonio civile. Tali coppie sarebbero quindi state equiparate sotto il profilo giuridico e istituzionale a quelle eterosessuali coniugate. Alle coppie omosessuali coniugate sarebbe quindi stato consentito adottare congiuntamente un figlio e alle coppie lesbiche coniugate l'accesso alla procreazione assistita tramite donazione di sperma disciplinata dalla legge. Anche i coniugi dello stesso sesso avrebbero inoltre potuto beneficiare di una naturalizzazione agevolata.
Il Parlamento aveva approvato la legge, il Consiglio nazionale con 136 sì, 48 no e 9 astensioni e il Consiglio degli Stati con 24 sì, 11 no e 7 astensioni. Contro la legge era stato chiesto un referendum da parte di un comitato sostenuto dall'Unione Democratica Federale e dall'Unione Democratica di Centro, che volevano proteggere il matrimonio come unione tra un uomo e una donna ritenendo che i figli potessero nascere soltanto da questo tipo di unione e secondo cui la legge non teneva conto del bene del bambino che sarebbe stato privato della figura paterna con la procreazione assistita.

### Risultati
| Titolo sintetico                           | Sì        | Sì   | No        | No   | Nulli  | Totale    | Iscritti  | Affluenza | Cantoni a favore | Cantoni a favore | Cantoni contro | Cantoni contro | Risultato |
| Titolo sintetico                           | Voti      | %    | Voti      | %    | Nulli  | Totale    | Iscritti  | Affluenza | Pieni            | Mezzi            | Pieni          | Mezzi          | Risultato |
| ------------------------------------------ | --------- | ---- | --------- | ---- | ------ | --------- | --------- | --------- | ---------------- | ---------------- | -------------- | -------------- | --------- |
| Iniziativa Imposte sul reddito da capitale | 987.045   | 35,1 | 1.823.262 | 64,9 | 72.572 | 2.882.879 | 5.519.168 | 52,23%    | 0                | 0                | 20             | 6              | Respinto  |
| Matrimonio per tutti                       | 1.828.642 | 64,1 | 1.024.307 | 35,9 | 50.279 | 2.903.228 | 5.519.168 | 52,60%    | -                | -                | -              | -              | Approvato |

## Referendum di novembre

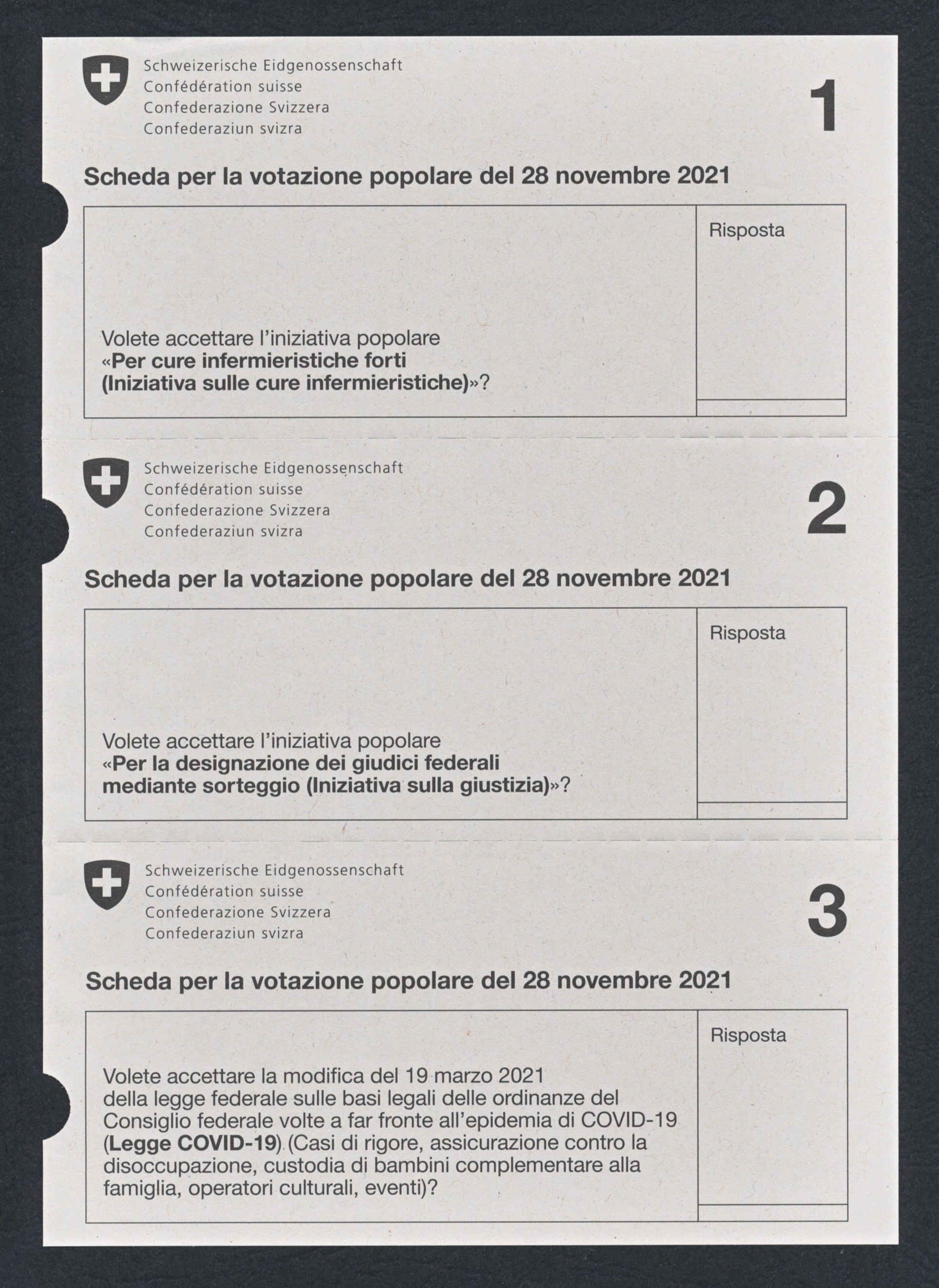
Scheda in lingua italiana

### Primo quesito
Il primo quesito riguardava la proposta d'iniziativa popolare "Per cure infermieristiche forti". L'iniziativa chiedeva che la Confederazione promuovesse le cure infermieristiche e garantisse che esse fossero sufficienti, accessibili a tutti e di qualità. L'iniziativa chiedeva quindi che la Confederazione formasse abbastanza personale infermieristico impiegandolo nelle aree di competenza in cui si è formato, disciplinasse le condizioni di lavoro nel settore e garantisse una remunerazione adeguata alle prestazioni di cura e una possibilità di sviluppo professionale in modo da far fronte alla carenza di infermieri. L'iniziativa prevedeva infine che gli infermieri potessero fatturare determinate prestazioni direttamente alle casse malati.
Il Parlamento aveva respinto l'iniziativa, il Consiglio nazionale con 116 no, 74 sì e 6 astensioni e il Consiglio degli Stati con 30 no e 14 sì. Anche il Consiglio federale raccomandava di respingere l'iniziativa ritenendo che essa andasse oltre il necessario con un possibile aumento dei costi e dei premi. Parallelamente il Consiglio aveva proposto un controprogetto indiretto all'iniziativa che si limitava a stanziare circa 1 miliardo di franchi per promuovere la formazione di infermieri e prevedeva anch'esso la possibilità per gli infermieri di fatturare direttamente alcune prestazioni alle casse malati istituendo al contempo un meccanismo di controllo per evitare un aumento dei costi.

### Secondo quesito
Il secondo quesito riguardava la proposta d'iniziativa popolare "Per la designazione dei giudici federali mediante sorteggio" detta in breve iniziativa sulla giustizia. L'iniziativa chiedeva che i giudici del Tribunale federale fossero designati mediante sorteggio e non più eletti dal Parlamento ogni sei anni. L’ammissione al sorteggio sarebbe stata decisa da una commissione peritale indipendente che avrebbe ammesso solo i candidati considerati idonei ad esercitare la funzione di giudice dal punto di vista professionale e personale. L'iniziativa prevedeva inoltre che fosse comunque garantita l'equa rappresentanza delle lingue ufficiali, che i giudici federali potessero rimanere in carica fino a cinque anni dopo aver raggiunto l’età ordinaria di pensionamento senza quindi sottoporsi a procedure di rielezione e che il Parlamento avesse comunque potuto destituire un giudice in caso di grave violazione dei suoi doveri d'ufficio o di perdita durevole della capacità di esercitare la sua funzione. L'obiettivo dell'iniziativa era salvaguardare maggiormente la separazione dei poteri tra politica e giustizia e garantire l'indipendenza dei giudici dai partiti.
Il Parlamento aveva respinto l'iniziativa, il Consiglio nazionale con 191 no, 1 solo sì e 4 astensioni e il Consiglio degli Stati all'unanimità con 44 no. Anche il Consiglio federale raccomandava di respingere l'iniziativa ritenendo la procedura di sorteggio inadeguata basandosi sul caso e non su un'elezione democratica e sostenendo che non ci fossero elementi per dubitare dell'indipendenza dei giudici federali nel sistema attuale.

### Terzo quesito
Il terzo quesito riguardava la conferma della modifica del 19 marzo 2021 della legge federale sulle basi legali delle ordinanze del Consiglio federale volte a far fronte all’epidemia di COVID-19 (Legge COVID-19). Tale modifica alla legge approvata nel precedente referendum di giugno aveva esteso gli aiuti finanziari ad altre categorie di persone e imprese, aveva incaricato la Confederazione di garantire un sistema di tracciamento dei contatti per interrompere le catene di contagio, aveva stabilito che lo Stato coprisse i costi dei test COVID-19 e aveva istituito il certificato COVID da rilasciare a persone guarite, vaccinate o risultate negative al test, al fine di agevolare i viaggi all'estero e consentire lo svolgimento di determinati eventi.
Il Parlamento aveva approvato le modifiche, il Consiglio nazionale con 169 sì, 13 no e 13 astensioni e il Consiglio degli Stati all'unanimità con 44 sì. Contro le modifiche alla legge era stato chiesto un ulteriore referendum da parte dello stesso comitato «Amici della Costituzione», che riteneva che le modifiche fossero un inasprimento inutile ed eccessivo, che creassero una frattura della Svizzera discriminando i non vaccinati e che comportassero una sorveglianza di massa dei cittadini tramite il sistema di tracciamento.

### Risultati
| Titolo sintetico                       | Sì        | Sì   | No        | No   | Nulli   | Totale    | Iscritti  | Affluenza | Cantoni a favore | Cantoni a favore | Cantoni contro | Cantoni contro | Risultato |
| Titolo sintetico                       | Voti      | %    | Voti      | %    | Nulli   | Totale    | Iscritti  | Affluenza | Pieni            | Mezzi            | Pieni          | Mezzi          | Risultato |
| -------------------------------------- | --------- | ---- | --------- | ---- | ------- | --------- | --------- | --------- | ---------------- | ---------------- | -------------- | -------------- | --------- |
| Iniziativa sulle cure infermieristiche | 2.161.272 | 61,0 | 1.382.824 | 39,0 | 66.494  | 3.610.590 | 5.528.244 | 65,31%    | 20               | 5                | 0              | 1              | Approvato |
| Iniziativa sulla giustizia             | 1.094.989 | 31,9 | 2.335.148 | 68,1 | 145.564 | 3.575.701 | 5.528.244 | 64,68%    | 0                | 0                | 20             | 6              | Respinto  |
| Modifiche alla legge COVID-19          | 2.222.594 | 62,0 | 1.361.084 | 38,0 | 50.123  | 3.633.801 | 5.528.244 | 65,73%    | -                | -                | -              | -              | Approvato |